# Eamon Casey
Eamon Casey, auch Eamonn Casey (* 24. April 1927 in Firies, County Kerry; † 13. März 2017 in Newmarket-on-Fergus), war ein irischer Geistlicher und Missionar. Er war römisch-katholischer Bischof von Galway und Kilmacduagh.

## Leben
Casey studierte Katholische Theologie und Philosophie und empfing am 17. Juni 1951 die Priesterweihe für das Bistum Kerry. 
Am 17. Juli 1969 wurde Casey durch Papst Paul VI. zum Bischof von Kerry ernannt. Die Bischofsweihe spendete ihm am 9. November 1969 der Apostolische Nuntius in Irland, Erzbischof Gaetano Alibrandi. Mitkonsekratoren waren der Bischof von Limerick, Henry Murphy, und der Bischof von Ferns, Donald J. Herlihy. 
Am 21. Juli 1976 wurde Casey durch Paul VI. zum Bischof des Bistums Galway und Kilmacduagh und Apostolischen Administrator von Kilfenora ernannt. Casey trat dort als Bischof die Nachfolge von Bischof Michael Browne an.
Im Jahr 1980 war er Augenzeuge des Massakers bei der Beerdigung von Erzbischof Oscar Romero, der auf Befehl einheimischer Militärs erschossen wurde, was Auslöser für den Bürgerkrieg in El Salvador war. Er engagierte sich daraufhin gegen die Militärhilfen der USA bei den Vereinten Nationen, dem Weißen Haus und bei internationalen Regierungen. Während eines Besuches des US-Präsidenten Ronald Reagan in Irland im Jahr 1984 brüskierte er diesen, weil er sich weigerte, Reagan zu empfangen.
1992 wurde in den Medien Irlands bekannt, dass Casey eine Beziehung mit Annie Murphy hatte. Gemeinsam hatten sie den Sohn Peter, der 1974 in Dublin geboren wurde. Annie Murphy lehnte eine Adoption ihres Kindes ab und erzog den Sohn von Casey mit Hilfe ihrer Eltern. Als Annie Murphy 1992 dies in den irischen Medien veröffentlichte, gab Casey sein Amt als Bischof in Galway auf und ging als Missionar nach Südamerika. Sein Nachfolger als Bischof wurde James McLoughlin. In Ecuador arbeitete er für die Missionary Society of St. James in einer ländlichen Kirchengemeinde. Nach Ablauf seines fünfjährigen Vertrages wurde er in einer Kirchengemeinde in Sussex, England, tätig.

## Aufdeckung von Sexualvergehen
Erst im Juli 2024 wurde durch journalistische Investigativarbeit öffentlich bekannt, dass Casey 2007 vom Vatikan offiziell von der Wahrnehmung öffentlicher Pflichten entbunden worden war („formally removed from public ministry“), was zu Casey Lebzeiten niemals bekannt gegeben wurde. Vorausgegangen waren Anschuldigungen gegen Casey, zu denen auch sexueller Missbrauch von Kindern gehörte. In der zugehörigen Fernsehdokumentation wurde Casey von seiner Nichte beschuldigt, sie erstmals vergewaltigt zu haben, als sie fünf Jahre alt war, und dass der sexuelle Missbrauch sich über Jahre hinweg fortgesetzt habe. Vom vormaligen Vorsitzenden des National Board for Safeguarding Children in the Irish Catholic Church wurde Casey in der Dokumentation als „Sexualstraftäter“ bezeichnet. Ebenfalls bekannt wurde, dass der Diözese Galway, wie sie inzwischen zugegeben hat, im Jahr 2019 die Beschwerden von fünf Personen über sexuellen Kindesmissbrauch gegen Bischof Casey vorlagen, wohingegen die Diözese aber seinerzeit fälschlich nur einen Fall eingeräumt hat. Die Anschuldigungen beziehen sich auf Vorkommnisse in jeder irischen Diözese, in der Bischof Casey tätig war. Von der Diözese Limerick wurden nach Caseys Tod über 100.000 Euro Entschädigung an eine der betroffenen Personen gezahlt.